# Fred Alderman
Frederick Pitt Alderman, detto Fred (East Lansing, 24 giugno 1905 – Social Circle, 15 settembre 1998), è stato un velocista statunitense.

## Palmarès

### Olimpiadi
- Oro a Amsterdam 1928 nella staffetta 4×400 metri.